# Округ Карибу (Ајдахо)
Карибу (енгл. Caribou County) је округ у америчкој савезној држави Ајдахо.

## Демографија
По попису из 2010. године број становника је 6.963, што је 341 (-4,7%) становника мање 2000. године.
| Група             | 2000.         | 2010.         |
| Белци             | 6.929 (94,9%) | 6.481 (93,1%) |
| Афроамериканци    | 4 (0,1%)      | 4 (0,1%)      |
| Азијати           | 6 (0,1%)      | 15 (0,2%)     |
| Хиспаноамериканци | 289 (4,0%)    | 336 (4,8%)    |
| Укупно            | 7.304         | 6.963         |